# 2048 (لعبة فيديو)
2048  (بالإنجليزية: 2048)‏ هي لعبة فيديو من نوع الغاز، صدرت في 9 مارس , 2014، وهي متوفرة على أجهزة تطبيق ويب والهاتف المحمول وأندرويد. اللعبة من تطوير غبريل سيرلي.
2048، هي في الأصل مكتوبة بلغة جافا سكريبت وسي إس إس، وصدرت في 9 مارس 2014، على شاكلة برمجية حرة مفتوحة المصدر، رهنا لرخصة لرخصة إم إي تي.
نصها المكتوب بلغة سي بلس بلس ولغة فالا متاح.
هناك أيضا نسخة لمحاكي لينكس.